# Toyota Cynos
Toyota Cynos/Paseo (яп. トヨタ・サイノス) — компактный автомобиль в спортивном стиле, выпускавшийся с 1991 по 1999 годы компанией Toyota. Автомобиль был создан на основе Tercel и был доступен в кузове купе, и в более поздних моделях кабриолет. В 1997 году Toyota прекратила продажу автомобиля в США, однако он продолжал продаваться в Канаде, Европе и Японии до 1999 года. Cynos, как и Tercel, имеет общую платформу с Starlet. Некоторые детали являются взаимозаменяемыми между тремя автомобилями.

## Первое поколение
Первое поколение Cynos выпускалось с 1991 по 1995 годы и было основано на базе Tercel. Cynos оснащался 1,5-литровым четырёхцилиндровым двигателем 5E-FE. На большинстве рынков этот двигатель имел мощность 100 л. с. (75 кВт) при 6400 об/мин и крутящий момент 123 Нм при 3200 об/мин. В 1993 году в Калифорнии мощность двигателя была оценена в 93 л. с. (69 кВт) и крутящий момент 136 Нм.

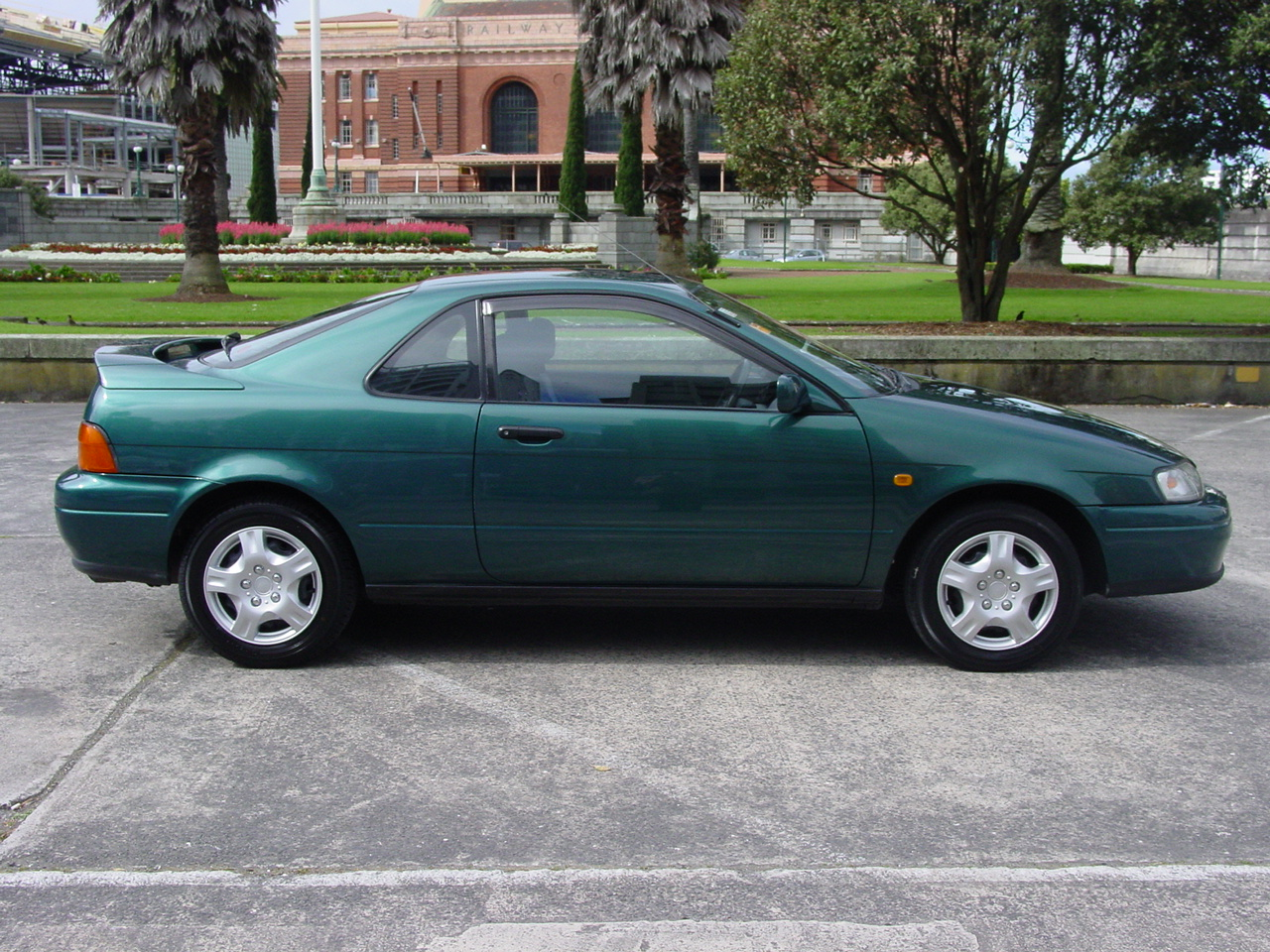
Toyota Cynos Beta, 1994

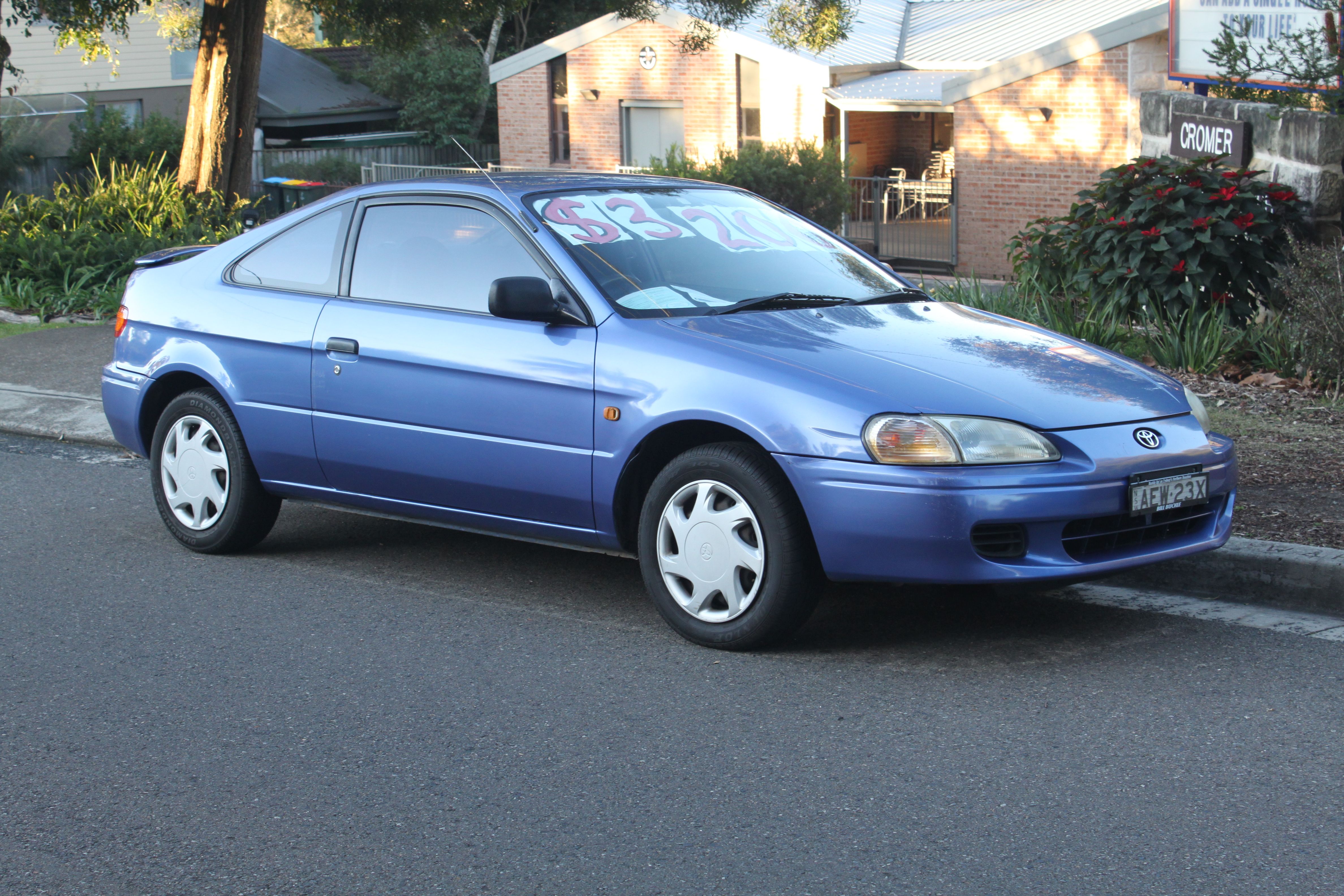
Toyota Paseo, 1997

Автомобиль был доступен либо с пятиступенчатой механической коробкой передач, либо четырёхступенчатой автоматической.

## Второе поколение
Выпуск второго поколения Cynos начался в Японии в 1995 году. Помимо некоторой модернизации в электронной системе, единственным заметным изменением стал кузов из листового металла. Модель в кузове кабриолет была показана в октябре 1995 года на Токийском автосалоне и появилась в продаже в августе 1996 года.
После снижения уровня выбросов, мощность двигателя во втором поколении уменьшилась до 93 л. с. (69 кВт), крутящий момент составил 136 Нм. На эти автомобили устанавливался четырёхцилиндровый двигатель 5E-FE/FHE, для Японии был также доступен двигатель 4E-FE. Модель продавалась в Великобритания с 1996 по 1998 годы, но ушла с этого рынка из-за низких продаж. На европейском рынке модель называлась Toyota Paseo.
В Великобритании были доступны три комплектации: базовая ST, Si с 14-дюймовыми легкосплавными дисками, CD-плеером Sony, спойлером со стоп-сигналом и антиблокировочной системой, и Galliano, со спойлером, брызговиками, наклейками по бокам, а также более широкими 15-дюймовыми легкосплавными дисками с низкопрофильными шинами 195/50. Кабриолет не продавался в Великобритании. Все модели там продавались с двигателем 5E-FE мощностью 89 л. с. (66 кВт). Максимальная скорость этих моделей, согласно Toyota, составляет 180 км/ч.
Версия для японского рынка имела три комплектации: Alpha, Beta и Juno. Все оборудованы цветными боковыми зеркалами и задним стеклоочистителем. Модели отличались приборными панелями, обивкой салона, рулевым колесом и двигателями. Juno получила с 1,3-литровый двигатель 4E-FE с четырёхступенчатой автоматической коробкой передач. На Alpha устанавливался двигатель 5E-FE объёмом 1,5 литра с пятиступенчатой механической коробкой передач. Beta оборудовалась двигателем 5E-FHE (широко известный по Toyota Sera), с пятиступенчатой механической коробкой передач.
Модель Toyota Cynos/Paseo перестала выпускаться в 1999 году.